# Oporinia intermedia
Oporinia intermedia är en fjärilsart som beskrevs av Clark. Oporinia intermedia ingår i släktet Oporinia och familjen mätare. Inga underarter finns listade i Catalogue of Life.